# Demonax andamanicus
Demonax andamanicus är en skalbaggsart som beskrevs av Charles Joseph Gahan 1906. Demonax andamanicus ingår i släktet Demonax och familjen långhorningar. Inga underarter finns listade i Catalogue of Life.